# Vitalie Grușac
Vitalie Grușac (n. 11 septembrie 1977, Grimăncăuți, raionul Briceni, RSS Moldovenească, URSS) este un pugilist din Republica Moldova, născut la Grimancauti, Moldova. A fost medaliat cu bronz la Sydney 2000. S-a clasat pe același loc cu pugilistul român Dorel Simion.
În anul 2000, el a fost decorat cu Ordinul „Gloria Muncii”.
A fost premiat cu medalia de argint la concursul internațional „Centura de aur”.